# Всесоюзна сільськогосподарська виставка

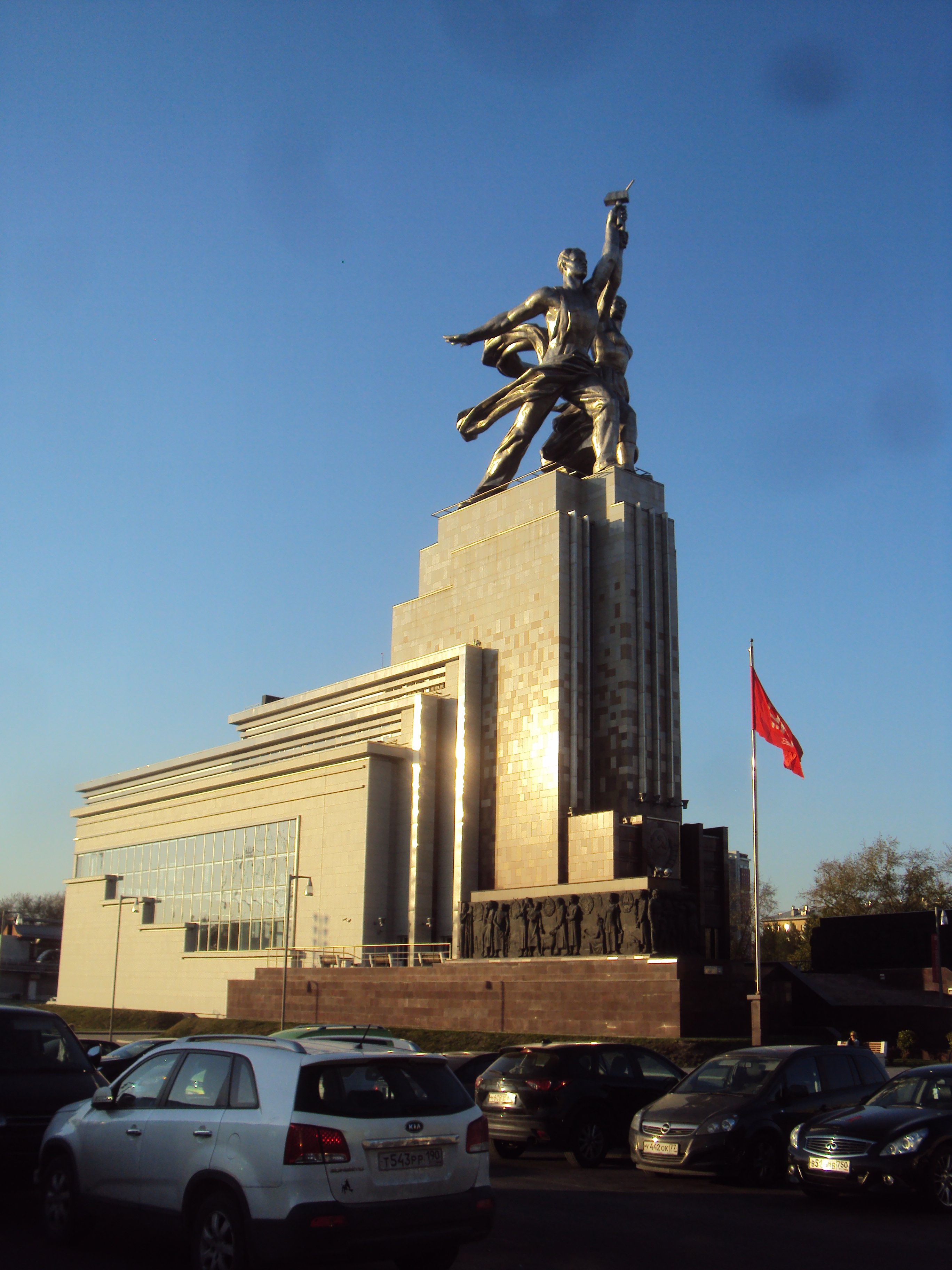
Скульптура «Робітник і колгоспниця»

Всесоюзна сільськогосподарська виставка (ВСГВ) — колишня постійно діюча виставка досягнень сільськогосподарського виробництва і науки СРСР (за республіками, окремими природними зонами, галузями), яка служила школою передачі досвіду в організації і застосування найбільш досконалої технології в окремих галузях колгоспів і радгоспів. Діяла в Москві в 1939—1941 і 1954-58 роках.

## Історія
Постанова Раднаркому СРСР і ЦК ВКП(б) «Про організацію Всесоюзної сільськогосподарської виставки в Москві» було прийнято 17 лютого 1935 року. 17 серпня того ж року було вирішено розмістити виставку біля Ярославського шосе, використавши для цього частину угідь села Алексєєвського (нині це Алексєєвський район Москви), частина Останкінського лісопарку і недорогі землі.
Виставка відкрилася для відвідувачів 1 серпня 1939 року. Їх зустрічала встановлена перед входом відома статуя з неіржавіючої сталі «Робітник і Колгоспниця» — копія скульптури Віри Мухіної, що прикрашала радянський павільйон на Всесвітній виставці 1937 року в Парижі.

## Основні параметри
Згідно інформаційної довідки, підготовленої до відкриття, виставка «розкинулася на території 136 га. На цій площі розташовано понад 230 будівель і павільйонів… На Всесоюзній сільськогосподарській виставці беруть участь 15059 колгоспів, 11004 колгоспних ферми, 268 МТС, 795 радгоспів. Крім того, на виставці представлено 155 821 передовиків і знатних людей сільського господарства… На стендах павільйонів розгорнуто показана робота 656 колгоспів, 194 колгоспних товарних ферм, 62 МТС, 195 радгоспів, 95 наукових установ, 3300 передовиків та організаторів сільського господарства і так далі. Всі учасники виставки записані в „Почесну книгу“, примірник якої є в кожному павільйоні. Вісімдесят тисяч декоративних кущів, сорок тисяч дерев, 4 мільйони квітів прикрашають територію виставки. На виставці побудовано 400 000 квадратних метрів асфальтованих доріг і доріг садово-паркового типу. Укладено 7 500 000 штук цегли. Море світла заливає вечорами територію виставки, понад 15000 кіловат споживає виставка. Це приблизно стільки ж енергії, скільки споживає таке місто, як Куйбишев, з усіма його заводами і фабриками».
Експозиція виставки будувалася і за галузевим, і за територіальним принципом — по союзним і автономним республікам і окремим природним зонам. За 85 днів роботи ВСГВ у 1939 році її відвідало більше 3 мільйонів чоловік. У 1940 році виставка пропрацювала 5 місяців, її відвідали 4,5 мільйона чоловік. Виставка 1941 року була закрита 1 липня, незабаром після початку Німецько-радянської війни. Експозицію і бібліотеку ВСГВ евакуювали в Челябінськ.
Через три роки після закінчення війни було прийнято рішення відновити роботу виставки. 25 жовтня 1948 року Рада Міністрів СРСР ухвалила відновити роботу ВСГВ з 1950 року. З 1950 по 1954 роки захирілий комплекс 1939 року був масштабно перебудований. Керували реконструкцією академік архітектури, професор, головний архітектор ВСГВ Жуков і скульптор Вучетич.
Відкриття виставки відбулося 1 серпня 1954 року і, починаючи з цього часу, ВСГВ відновлювала свою роботу щорічно після зимової перерви і була відкрита протягом весни і літа, захоплюючи і перші місяці осені. Архітектурний вигляд виставки змінився докорінно. Була проведена величезна будівельна робота, значно збільшилася площа виставки — до 207 га. Були зведені павільйони прибалтійських республік. У 29 республіканських і зональних павільйонах були повною мірою представлені краю і республіки СРСР. Найголовнішим символом оновленої виставки стали фонтани — серед них «Дружба народів СРСР», в якому в образах 16 подруг-сестер були увічнені всі 16 республік СРСР, а також фонтан «Кам'яна квітка» і «Золотий колос».
У 1958 році ВСГВ увійшла до складу Виставки досягнень народного господарства СРСР (ВДНГ).

## Див.також
- Виставка досягнень народного господарства